# Georges de Lastic
Georges de Lastic-Saint-Jal, né le 4 avril 1927 à Rennes et mort le 30 janvier 1988 à Paris 4e, est un conservateur de musée, historien d'art et collectionneur français, spécialisé dans les grands maîtres français des XVIIe et XVIIIe siècles.

## Biographie
Fils de Robert Jehan Félix de Lastic Saint-Jal et de Marie Joseph Patry, il est le descendant de Joseph-Annet de Lastic. Georges Stéphane Paul de Lastic est issu d'une ancienne famille de la noblesse d'Auvergne, la famille de Lastic, dont une branche s'était fixée au château de Vigouroux. De la branche dite de Saint-Jal, il est le fils adoptif de son oncle Annet-François de Lastic (1894-1970), qui fut maire de Parentignat, fils d'Annet XI de Lastic (1863-1942), marquis de Vigouroux, et d'Adèle Viala, et de son épouse Claude de Saint-Genys (petite-fille d'Adrien de Montgolfier-Verpilleux). La sœur de son père adoptif était mariée à l'as de l'aviation Honoré de Bonald (en).
Élève en histoire de l'art à École du Louvre entre 1948 et 1952, il est nommé conservateur-adjoint au musée des beaux-arts de Rennes en 1952. Conservateur du musée de la vénerie de Senlis à partir de 1955, puis du musée de la chasse et de la nature à Paris, il a mis en œuvre pour ces musées une muséographie originale privilégiant des présentations reprenant l'esthétique des « cabinets d'amateurs » dans lesquelles l'œuvre d'art est intégrée au décor.
En 1956, il organise, au musée de l'Orangerie, une exposition qui reprenait ce titre : Le Cabinet de l'amateur.
Il épouse en 1962 Françoise Goüin, d'une grande famille de banquiers et industriels, fille d'Henry Goüin, fondateur de la Fondation Royaumont, et d'Isabel Lang. 
Après avoir hérité en 1970 du château de Parentignat, qui est dans sa famille depuis 1707, il se lance dans la restauration du domaine et en fait un des lieux d'exposition de son importante collection personnelle, avec son appartement parisien du quai de Bourbon (Hôtel de Jassaud).
Il a été un important collectionneur de tableaux et sculptures des XVIIe et XVIIIe siècles. Une exposition de sa collection s'est tenue de décembre 2010 à mars 2011 simultanément dans les musées de Paris, de Senlis et, sous le titre Une collection de regards, regards sur une collection, du 4 octobre 2011 au 5 février 2012 au Musée d'art Roger-Quilliot de Clermont-Ferrand. Tableaux, sculptures en marbre et terre cuite ont été regroupés au château de Parentignat (Puy-de-Dôme), appartenant à son fils Anne-François, où ils sont accessibles au public.

## Décoration
- Chevalier de la Légion d'honneur

## Collection Georges de Lastic

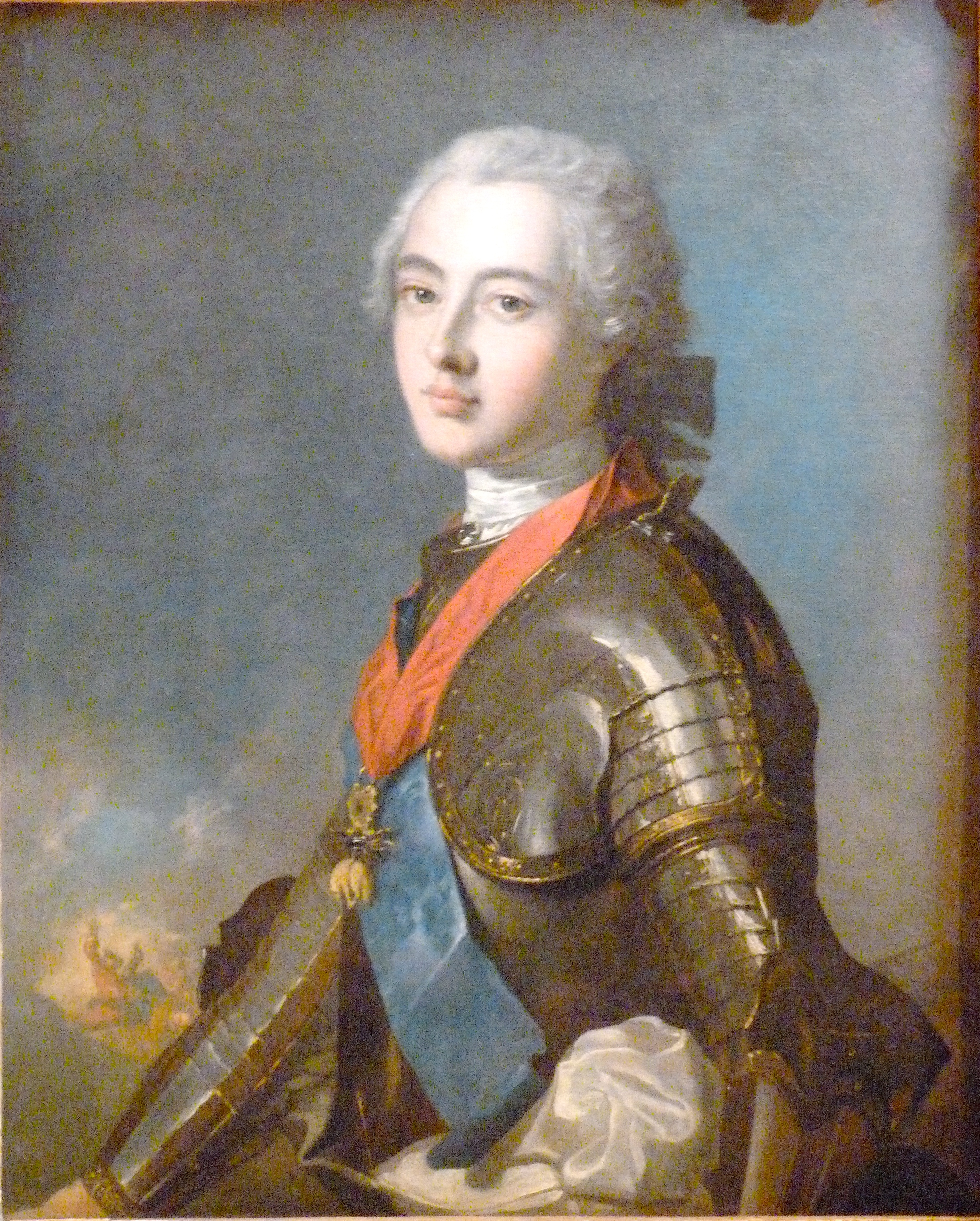
Le duc de Penthièvre (Jean-Marc Nattier).
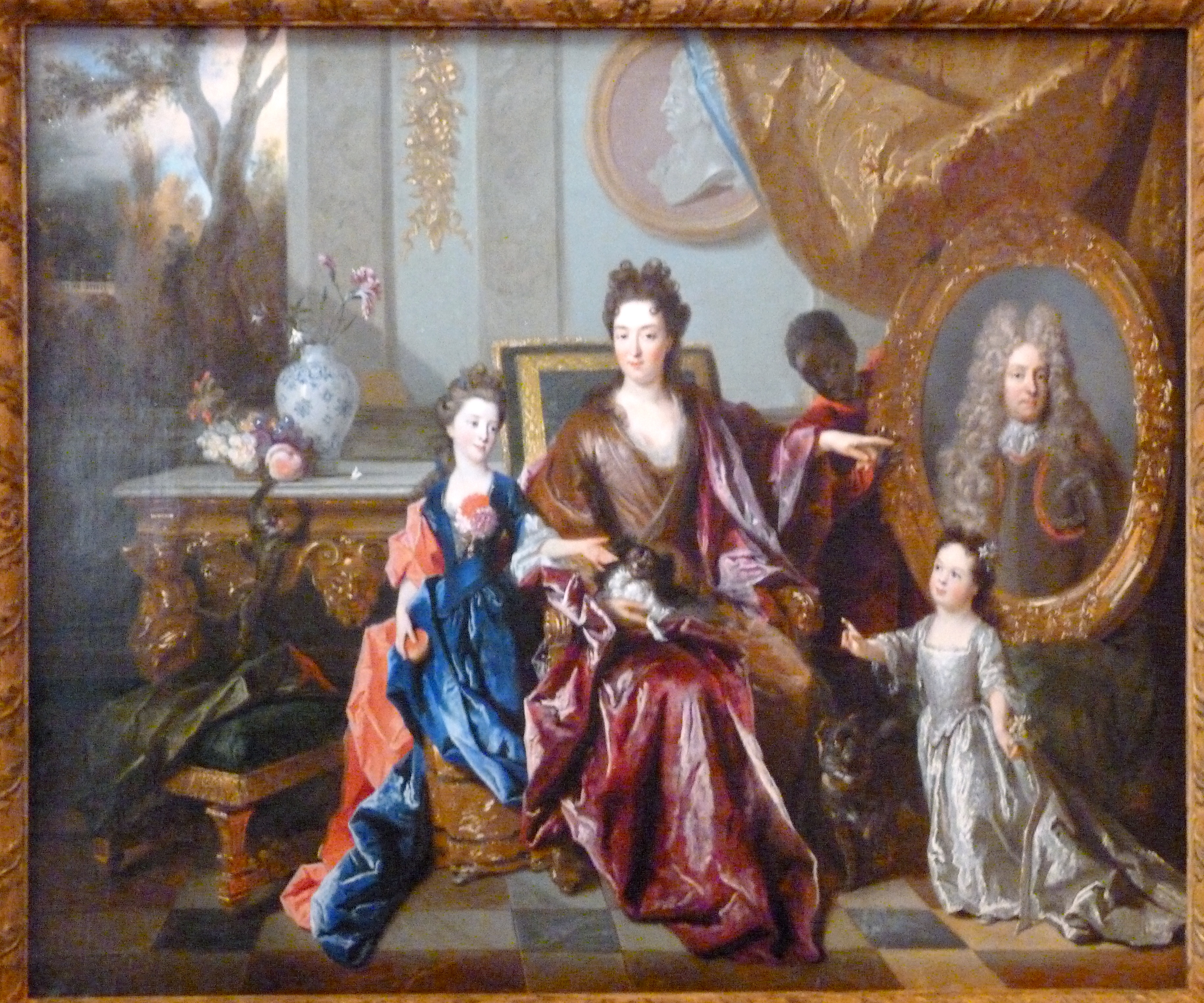
La marquise de Noailles et ses enfants (Nicolas de Largillierre).
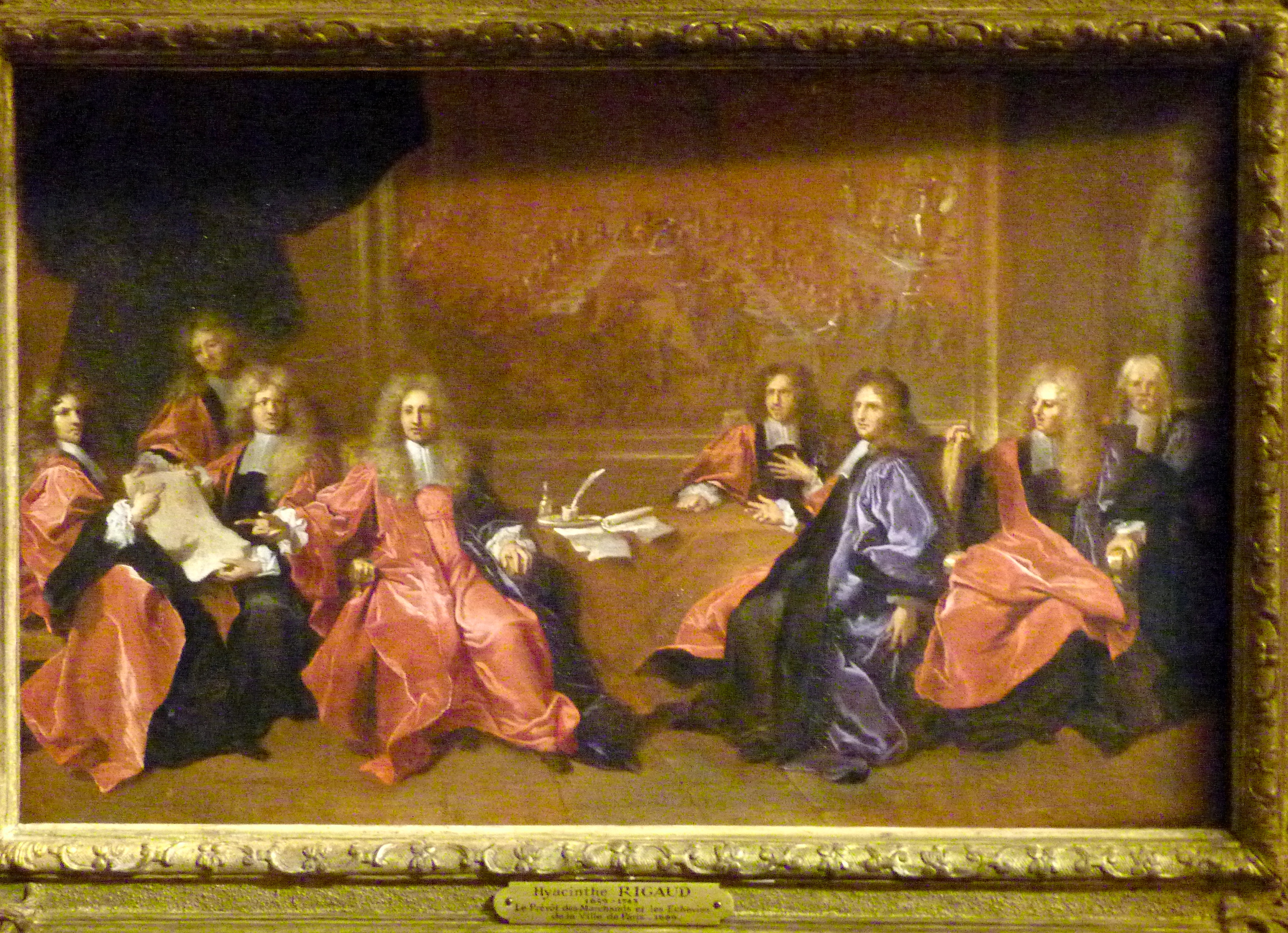
Le Prévôt des marchands et les échevins de la ville de Paris (Hyacinthe Rigaud).
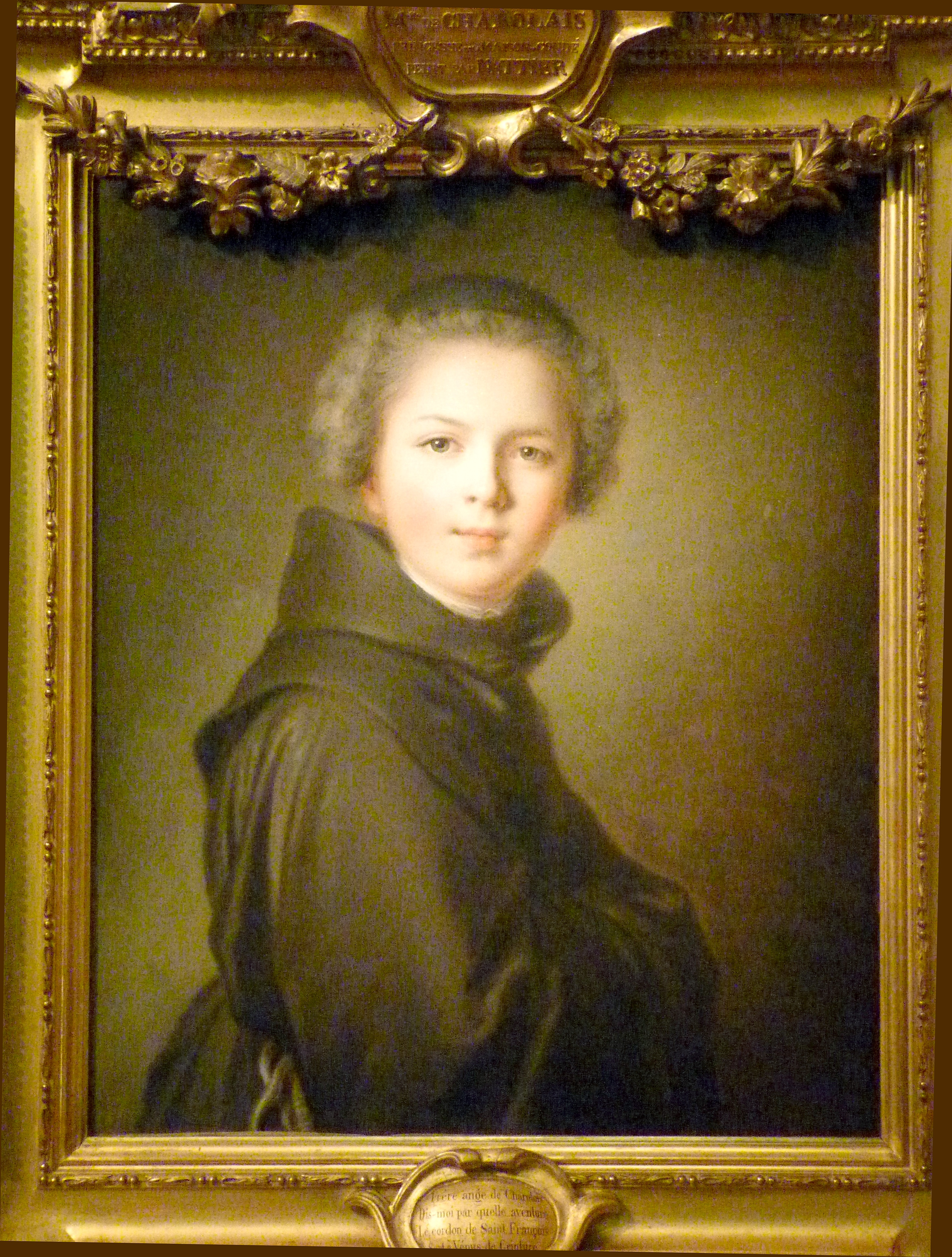
Portrait présumé de Louise Anne de Bourbon, dite Mlle de Charolais (Jean-Marc Nattier).
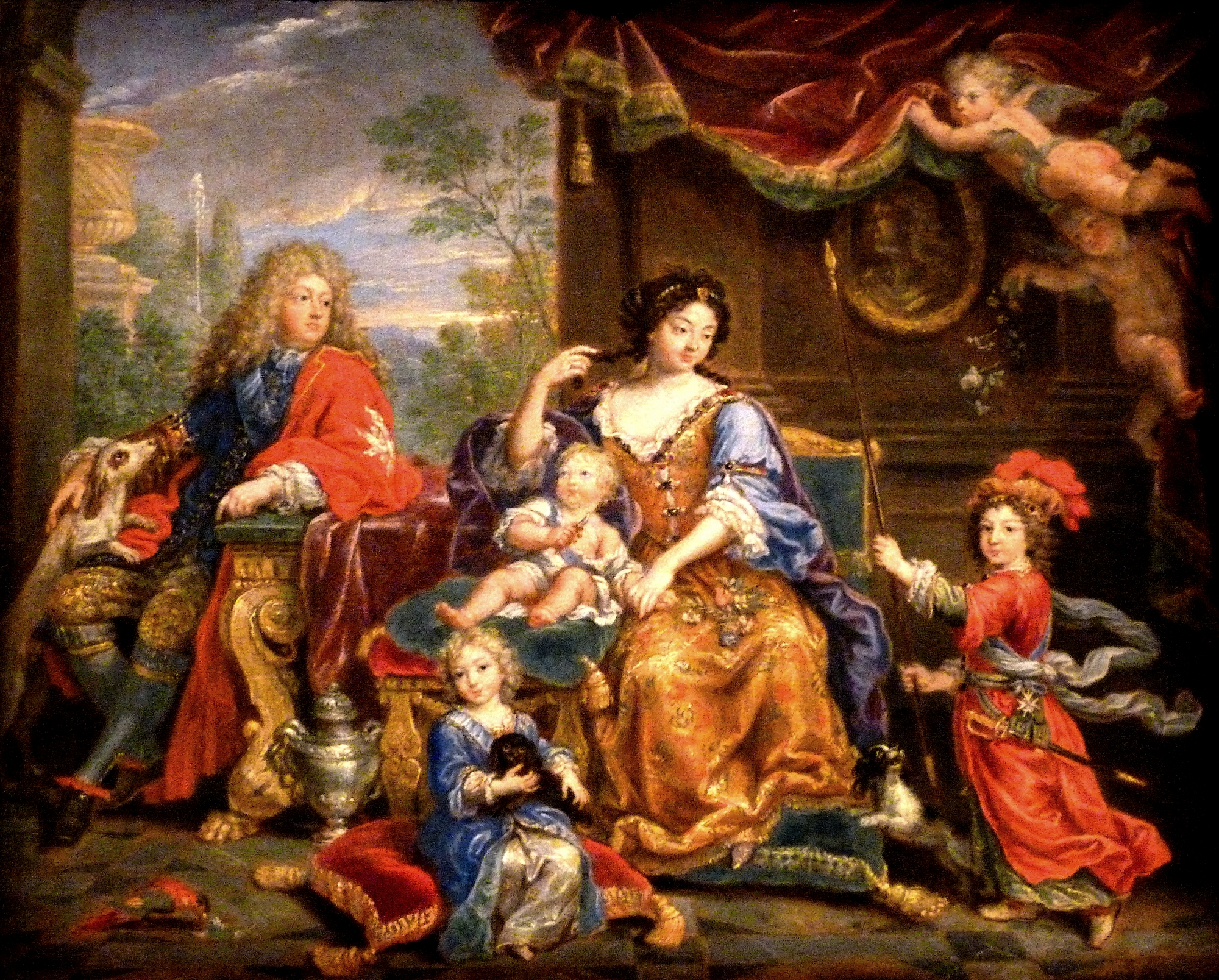
La Famille du Grand Dauphin (Pierre Mignard).
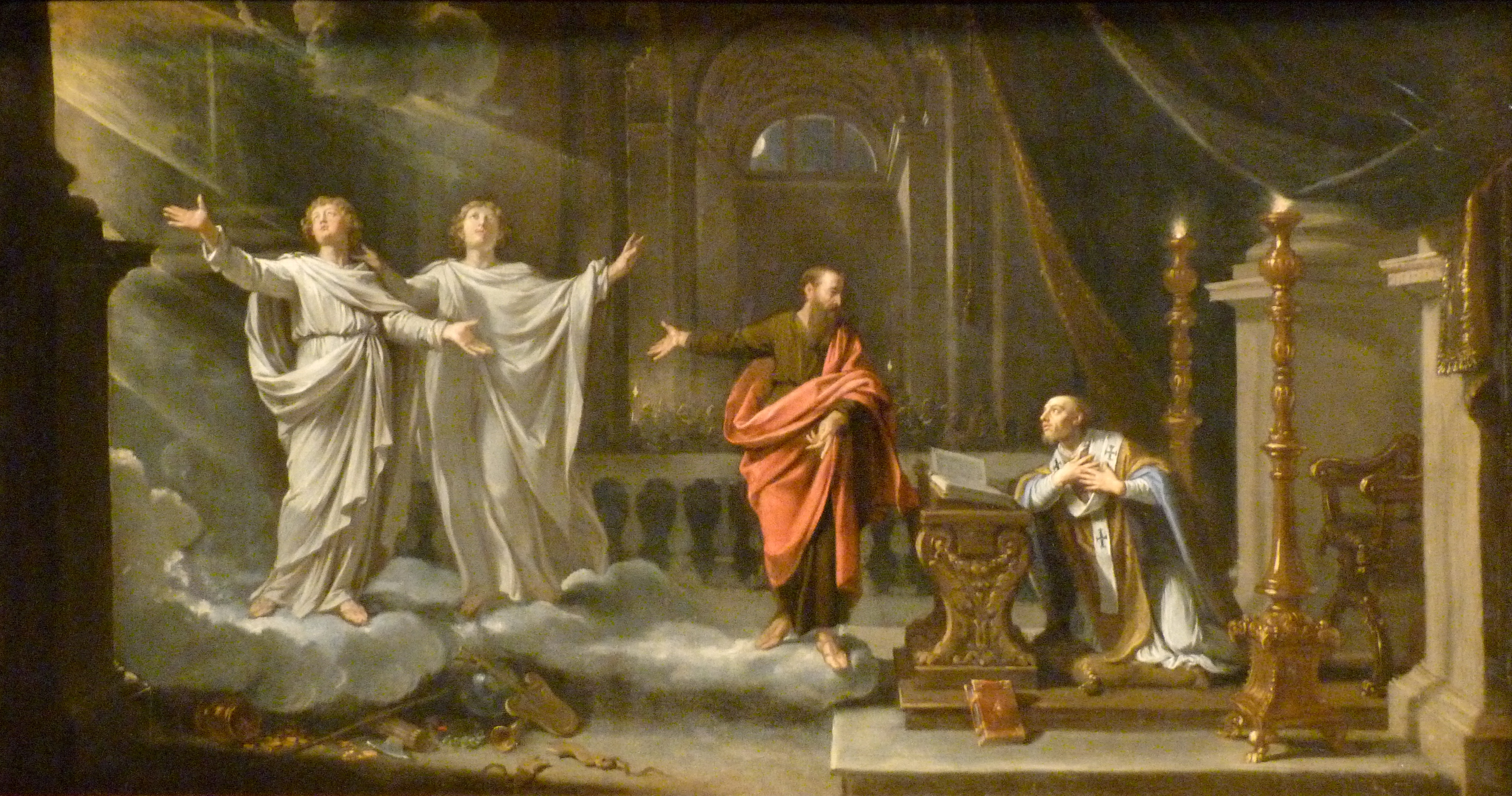
Saint Gervais et saint Protais apparaissant à saint Ambroise (Philippe de Champaigne).
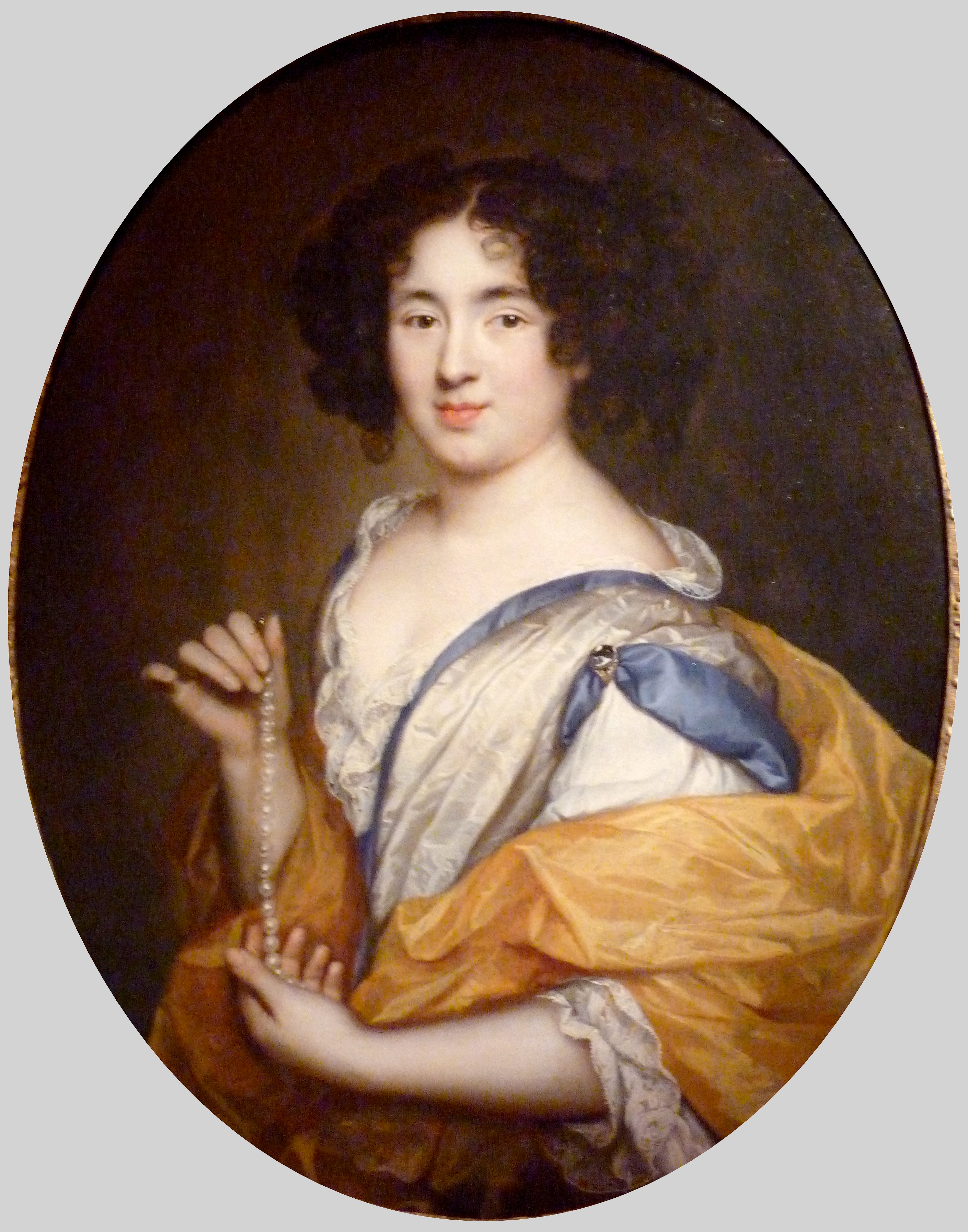
Portrait présumé de Marie Mancini (Pierre Mignard).
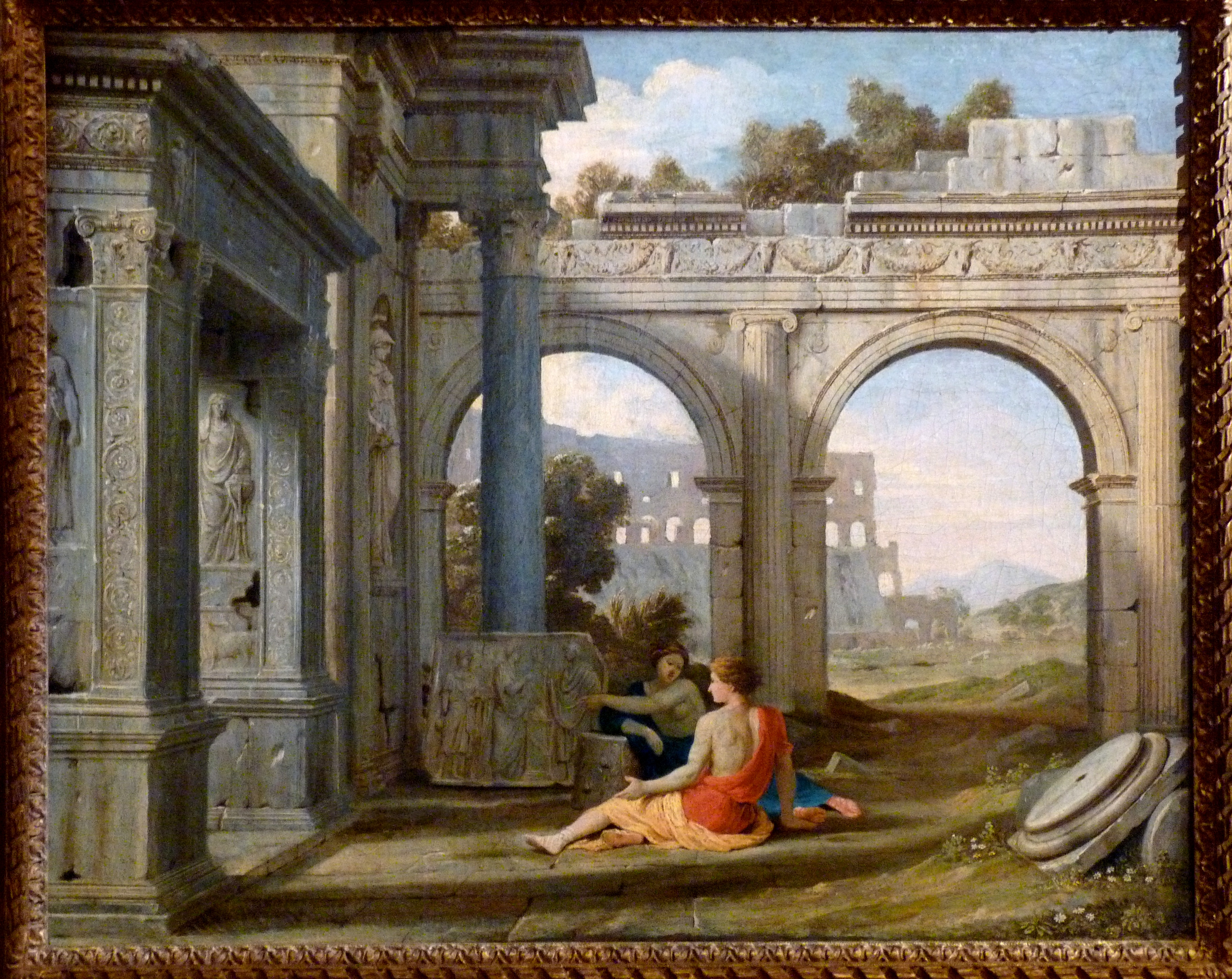
Paysage de ruines antiques (Jean Lemaire).

## Publications
- Hommage à Chardin, Paris, Galerie Heim, 1959
- Largillierre's portrait of Madame Aubry, 1969
- Les « Gráces » de Carle Van Loo, 1973
- « Rigaud, Largillierre et le tableau du Prévôt et des échevins de la ville de Paris de 1689 », dans Bulletin de la Société de l'histoire de l'art français, 1975
- Georges de Lastic, Pierre Jacky, Desportes, Saint-Rémy-en-l'Eau, M. Hayot, 2010  (ISBN 978-2-903824-70-9)
- Desportes : catalogue raisonné